# 85P/Boethin
O Cometa Boethin ou 85P/Boethin é um cometa periódico do nosso Sistema Solar. Descoberto em 1975. Ele apareceu de novo, em de janeiro de 1986, como o esperado. Embora o cometa esperado para o próximo periélio em abril de 1997, mas não foram notificadas observações.

## Descoberta e nomeação
O cometa foi descoberto no dia 4 de janeiro de 1975, pelo reverendo Leo Boethin. Esse cometa foi batizado com o nome do seu descobridor.

## Missão EPOXI
Esse cometa em dezembro de 2008, foi escolhido como alvo para um sobrevoou da sonda espacial Deep Impact, como parte da missão EPOXI da NASA; no entanto, o cometa não foi recuperado (localizado) a tempo para configurar a trajetória de sobrevoo com precisão suficiente. Acredita-se que o cometa possa ter se partido em pedaços pequenos demais para a detecção visual.